# Torben Andersen (musiker)
 For alternative betydninger, se Torben Andersen. (Se også artikler, som begynder med Torben Andersen)
Torben Andersen er en dansk keyboardspiller og harmonikaspiller.
Han var med i gruppen Bifrost. Ved gendannelsen af Alrune Rod i 1995 var han med i bandet.